# A Girl Like Me
A Girl Like Me este cel de-al doilea album de studio al cântăreței de origine barbadiană Rihanna. Discul conține compoziții ale producătorilor Evan Rogers și Carl Sturken, Stargate, J. R. Rotem și Ne-Yo, cântăreț care avea un contract cu Def Jam. Discul a câștigat poziția a cincea în ierarhia Billboard 200, fiind comercializat în peste 115,000 de exemplare în săptămâna lansării, aproape dublul vânzărilor albumului său de debut. În Regatul Unit a debutat tot pe poziția a cincea cu 24,000 de exemplare vândute. În total, pe plan mondial albumul a fost vândut în 200,000 de copii în prima săptămână, obținând discul de platină. Albumul a a câștigat popularitate și la nivel internațional, obținând poziții înalte în clasamentele de specialitate, iar în S.U.A. a primit discul de platină, semnificând peste un milion de exemplare comercializate.
Albumul A Girl Like Me a primit recenzii mixte, editorii revistei Rolling Stone remarcând evoluția Rihannei, însă exprimându-și nemulțumirea față de lipsa de inventivitate a discului, din punct de vedere muzical. Criticii au apreciat fuziunea dintre stilurile dancehall, hip hop și R&B, iar baladele au fost aclamate pentru maturitatea versurilor.
La compunerea sa a participat și cântăreața, dând sugestii despre felul în care ar trebui să fie acesta: energic și variat, conținând diferite stiluri de muzică (în principal R&B, raggae și pop). A Girl Like Me a fost înregistrat pe perioada promovării albumului său de debut, în principal seara, după terminarea activităților sale de promovare. Acesta a fost lansat pe plan internațional de-a lungul lunii aprilie 2006. Cântărețul R&B Ne-Yo a participat la producerea albumului, scriind cântecul „Unfaithful", cel de-al doilea single extras de pe acest album.
Datorită succesului pe care l-a înregistrat albumul, acesta a fost relansat în Germania, intitulat A Girl like Me: Deluxe Edition. Acesta include un CD bonus cu melodii de pe albumele A Girl like Me și Music of the Sun.

## Ordinea pieselor pe disc
Versiunea standard
1. „SOS” — 4:00
2. „Kisses Don't Lie” — 3:52
3. „Unfaithful” — 3:48
4. „We Ride” — 3:56
5. „Dem Haters” (împreună cu Dwane Husbands) — 4:19
6. „Final Goodbye” — 3:14
7. „Break It Off” (împreună cu Sean Paul) — 3:34
8. „Crazy Little Thing Called Love” (împreună cu J-Status) — 3:23
9. „Selfish Girl” — 3:38
10. „P.S. (I'm Still Not Over You)” — 4:11
11. „A Girl Like Me” — 4:18
12. „A Million Miles Away” — 4:11

Cântece bonus
- „If It's Lovin' That You Want (Part 2)” — 4:08
- „Who Ya Gonna Run To” — 4:04
- „Pon de Replay” (remix Full Phatt) — 3:21
- „Coulda Been the One” (remix Full Phatt) — 3:38